# Aprikosticka
Aprikosticka (Tyromyces kmetii) är en svampart som först beskrevs av Giacopo Bresàdola, och fick sitt nu gällande namn av Bondartsev & Singer 1941. Aprikosticka ingår i släktet Tyromyces och familjen Polyporaceae.  Arten är reproducerande i Sverige. Inga underarter finns listade i Catalogue of Life.